# 1716 Peter
1716 Peter eller 1934 GF är en asteroid i huvudbältet, som upptäcktes 4 april 1934 av den tyske astronomen Karl Wilhelm Reinmuth i Heidelberg. Den har fått sitt namn efter upptäckarens barnbarn.
Asteroiden har en diameter på ungefär 26 kilometer.